# Samson (Doubs)
Samson é uma comuna francesa na região administrativa de Borgonha-Franco-Condado, no departamento de Doubs. Estende-se por uma área de 1,95 km². Em 2010 a comuna tinha 80 habitantes (densidade: 41 hab./km²).